# E-Mail Response Management System
Ein E-Mail Response Management System (ERMS), häufig auch E-Mail Management System genannt, ist eine datenbankbasierte Anwendung und dient der strukturierten, automatisierten und nachvollziehbaren Bearbeitung von großen Mengen eingehender E-Mails.
Ziele eines ERMS:
- Beschleunigung der fallabschließenden Bearbeitung der E-Mails
- Steigerung der Effizienz und der Agentenleistung
- Erhöhung der Konsistenz der Antworten
- Priorisierte Bearbeitung
- Dokumentation des E-Mail-Aufkommens und einzelner Vorgänge
- Zunahme der Kundenzufriedenheit